# Ardisia spiciformis
Ardisia spiciformis är en viveväxtart som beskrevs av C.M.Hu. Ardisia spiciformis ingår i släktet Ardisia och familjen viveväxter. Inga underarter finns listade i Catalogue of Life.